# サルト・サーキット
サルト・サーキット（仏: Circuit de la Sarthe,シルキュイ・ドゥ・ラ・サルト）は、フランスのサルト県ル・マン市郊外にある、常設コースと公道区間を組み合わせたサーキットである。正式名称はCircuit des 24 Heures du Mans（ル・マン24時間サーキット）。
毎年6月に世界三大レースのひとつであるル・マン24時間レース、隔年7月にヒストリックカーレースのル・マン・クラシックが開催されている。

## 概要

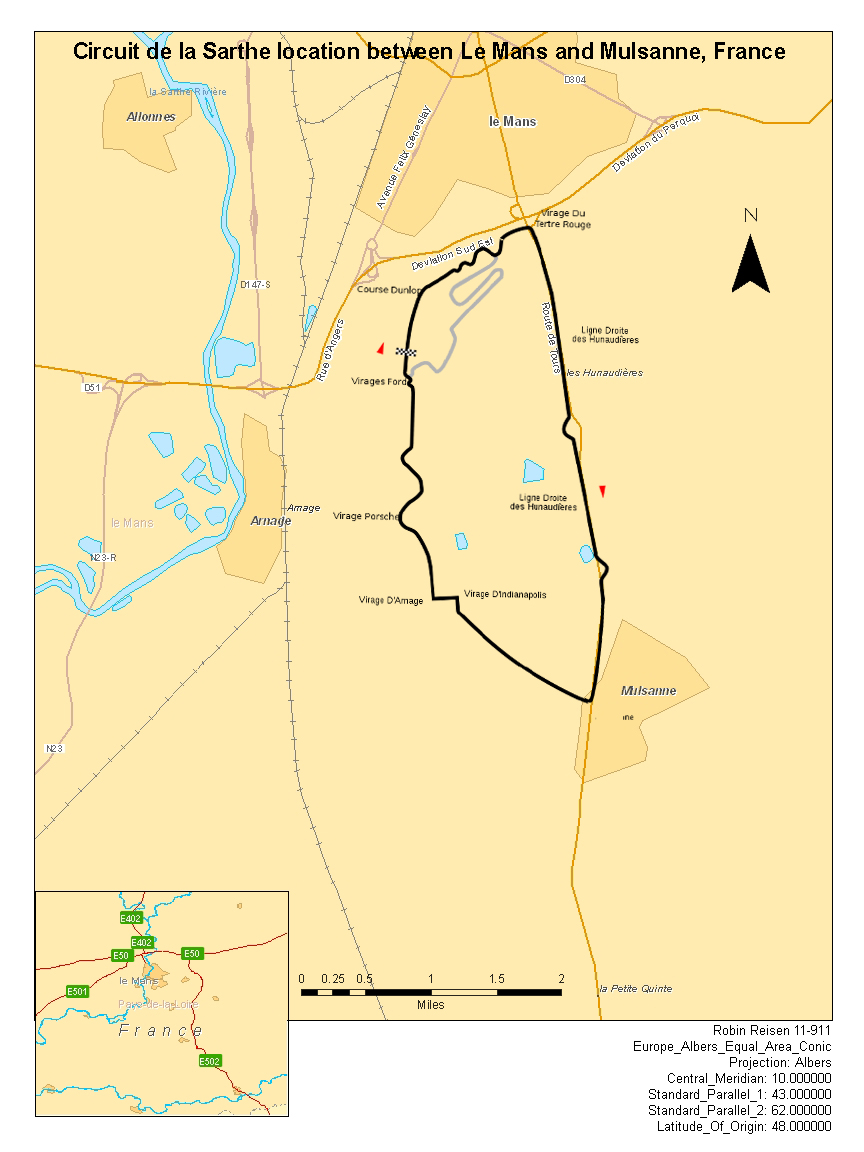
サーキット周辺図。北にル・マン市街地、西にサルト川が流れる。

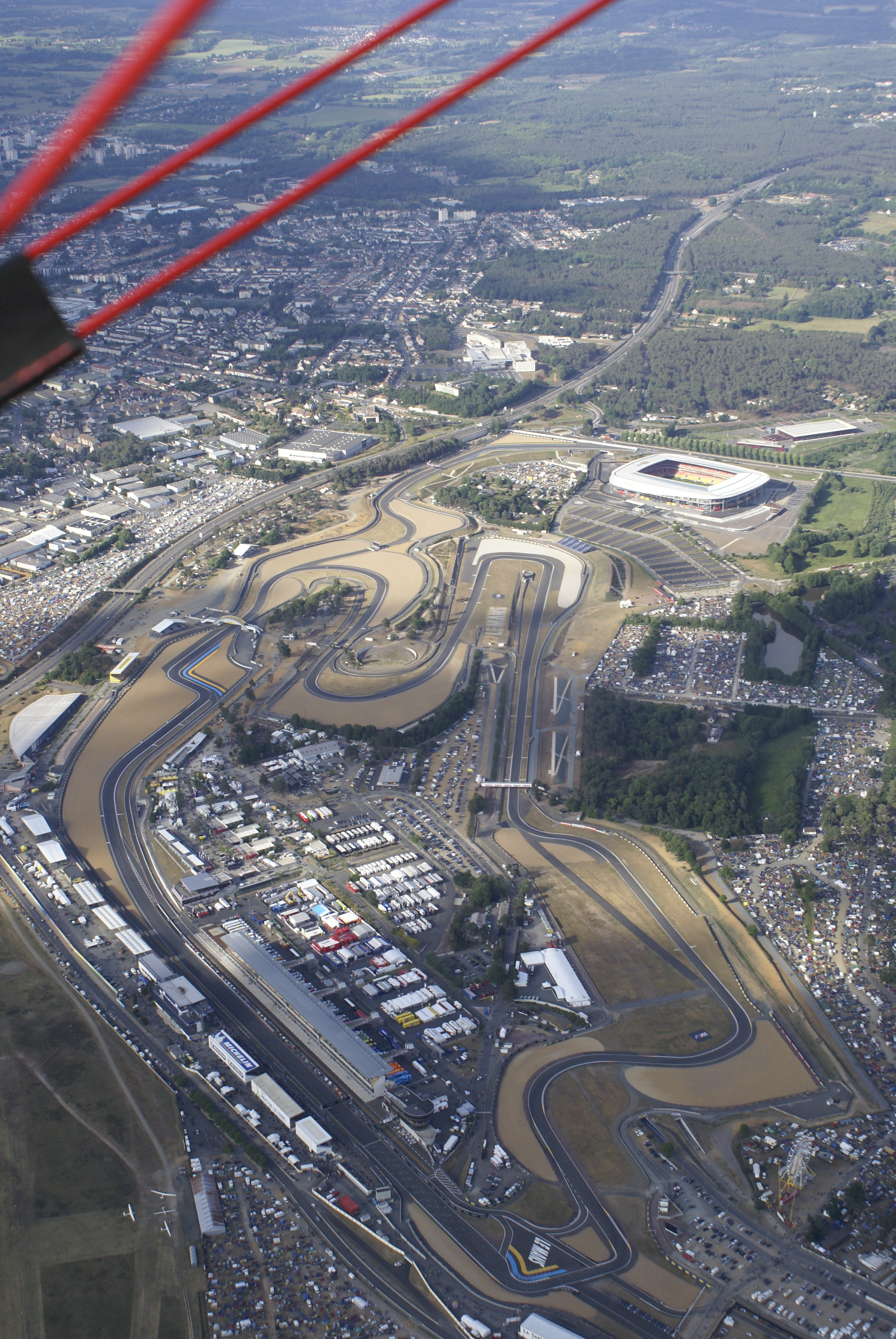
ブガッティ･サーキットとの共用区間

コースはル・マン市街地から南に下ったところにあり、2/3の区間は普段、地方道 (Route départementale) として使われている一般公道を閉鎖して走行する。なお公道区間に何個かあるラウンドアバウトについては、レース時のみ使用される迂回区間が設けられているほか、同様に公道区間内の一部のコーナーについてもレース専用区間がある。
ピット施設と周辺の常設区間は、2輪レースを行う「ブガッティ・サーキット」と共用する。1周の距離は13.626kmあり、ニュルブルクリンク24時間レースが開催されるニュルブルクリンク北コース（全長20.832km）と並んで、往時のロングコースの伝統を残している。
当初は極めて緩やかな高速コーナーと超ロングストレートを2つ含む単純なレイアウトであったが、高速化するレースカーに対する安全性の向上や死亡事故への対策として、コーナーの追加や道幅の拡張などが行われてきた。それでも高速コースという特性は変わらず、プロトタイプカー（LMP1クラス）の平均速度は240km/hに達し、これはモンツァ・サーキットで行われるF1イタリアグランプリに匹敵する。
ル・マン仕様のマシンはドラッグ削減をテーマとし、ロングテールなどの特殊なエアロキットを使用する場合もある。ただし、ポルシェ・カーブのような高速セクションを攻略するためには、ある程度のダウンフォースも必要となる。
公道区間は再舗装により路面が滑らかになったが、道幅は通常の2車線道路であり、ランオフエリアも常設区間に比べると狭い。公道でも300km/hを超えるスピードが出る上に、レース中はプロトタイプカーとGTカーが混走するため、速度差の大きい車同士が接触してクラッシュにつながる危険性をはらんでいる。
コースが広大なため、セーフティカーが3箇所に待機し、レース中の事故による減速走行時には同時にコースインする。このためセーフティカーが出た場合、どのセーフティーカーの後ろに付くかで数分単位のギャップが生まれ、極端な場合「スタートから1時間で3分近い(ほぼ1周分)のギャップができてしまい事実上終戦」という事態が起こる場合もあるため、2023年からは「セーフティーカーはこれまで通り3台入るが、セーフティーカー解除前に2台を退去させ、1つの集団にリグループしてからリスタート」という形に変更された。なおリグループのオペレーション開始からリスタートまではピットクローズになる。
また2015年からはコース内全域が80km/h制限になるフルコースイエローに加え、コースの一部のみ80km/h制限となる「スローゾーン」が導入され、2017年からはコース全体を9つのセクションに分割して、必要に応じ一つまたは複数のセクションを「スローゾーン」指定する形に変更された。
コース各所に50のマーシャルポストがあり、1,700名のマーシャルが3交代制で勤務する。かつては南端のミュルサンヌ・コーナーにサインボードエリアがあり、北側のピットと電話連絡を取りながら走行車輌に指示を送っていた。
ピット周辺は晴れているのにもかかわらず、ミュルサンヌ・コーナーでは大雨が降っているということがあり、サーキット全域をカバーする気象観測レーダーを利用するチームもある。日中と夜間では気温の差が大きく、日没と早朝の時間帯には日差しの眩しさに幻惑される。
24時間レースの期間中は20万人を越える観客が長時間滞在するため、グッズショップや飲食店のほかに移動遊園地や映画館、コンサートステージなど様々なアトラクションが設営される。

## コースレイアウト

### 常設区間1
ホームストレートから緩やかなダンロップ・カーブ（Courbe Dunlop）を駆け上ると、丘の上に左・右のダンロップ・シケイン（Chicane Dunlop）がある。シケイン出口の歩道橋（ダンロップブリッジ）をくぐると下り坂になり、ブガッティ・サーキットのシャペル・ヘアピン（Virage de La Chapelle 座標）からサルト・サーキット専用の常設区間に分岐する。この一帯はコースサイドに広いグラベルベッドが用意されている。
高速S字の森のエス（Esses de la Foret 座標）を抜けると複合右コーナーのテルトル・ルージュ（Virage du Tertre Rouge 座標）がある。テルトル・ルージュは「赤い丘」という意味で、ここを整備した際に地面が赤かったことから命名された。あとに長いストレートが控えているため、脱出速度が重要視される。このコーナーの出口で一般道に合流する。

### 公道区間
ル・マン名物のロングストレートはユノディエール（Les Hunaudières）もしくはミュルサンヌ・ストレートと呼ばれる。普段はル・マンとカーンを結ぶ地方道338号線（RD338。旧国道138号線の一部）であり、ガードレールに挟まれた直線道路を北から南へと下っていく。かつては全長約6kmもあり、アクセル全開時間が1分間ほど続いた。1988年にはWM・P88が405km/hという最高速記録をマークしたが、国際自動車スポーツ連盟 (FISA) が安全面から「2km以上の直線を持つサーキットは公認しない」とルール化したため、1990年には途中に2ヵ所のシケインを設け、ストレートを3分割した。現行レイアウトでは、第1シケイン手前で最高速を記録する。
第1シケイン（右・左・右）は、2022年よりデイトナ・インターナショナル・スピードウェイからとった「デイトナ・シケイン」という名称がつけられている。なお第1シケインは命名権の関係から度々改称されており、過去には「ニッサン・シケイン」や「プレイステーション・シケイン」などと呼ばれた時期もあった。第2シケイン（左・右・左）には2022年現在は正式名称が無いが、看板スポンサー名から「ミシュラン」と呼ばれる。なお設置当初は「"Carte S"」という名称があった。ふたつのシケインはレース期間以外は閉鎖されている。逆に、N138の途中に2ヶ所あるロータリー（座標1・座標2）はレース期間中閉鎖される。
ユノディエールの南端には、右直角コーナーのミュルサンヌ・コーナー（Virage de Mulsannne 座標）が待ち構える。普段はロータリー交差点になっており、レースコースはロータリー手前で右へ分岐し、コーナーを抜けると一般道へ再合流する（普段は閉鎖されている）。ブレーキングゾーン手前に視界を遮る路面の隆起があり、分岐路を右へ入りつつトップスピードから急減速するためブレーキングが難しい。
ミュルサンヌから先は地方道140号線 (D140) に入り、林の中を西に向けて全開走行する。緩く右に曲がる箇所は、路肩にレース用縁石が常設されている。その先には2連続直角コーナーがある。1つめのインディアナポリス・コーナー（Virage d'Indianapolis 座標）は手前の右コーナーからブレーキを残しつつ、小回りに左へターンする。イン側へカントが付いている上に舗装前はレンガ敷きだったため、インディアナポリス・モーター・スピードウェイにちなんで命名された。続く右のアルナージュ・コーナー（Virage d'Arnage 座標）はコース中最も低速で抜ける。ここは路面がスリッピーでミスを犯しやすい。その先は地方道139号線 (D139) を北上する。

### 常設区間2
ポルシェ・カーブ（Virage Porsche 座標）の手前から一般道を離れ、サルト・サーキット専用の常設区間に戻る。ポルシェ・カーブの先はポン（Virage du Pont）、コルベット（Virage Corvette）、カーティング（Virage du Karting）、メゾン・ブランシュ（Chicane Maison-Blanche）と左右に高速スラロームが続く。コーナー外側には、アメリカのオーバルコースで広く採用される衝撃吸収システム「SAFERバリア」が設置されている。
最終セクションは2連続シケインを左・右・左・右と切り返すフォード・シケイン（Chicane Ford）で、フォード"S"（"S" Ford）或いは接続コーナー（Virage du Raccordement）とも呼ばれる。2つめのシケインでブガッティ・サーキットの最終コーナーと合流し、ホームストレートへと立ち上がっていく。コントロールラインは最終コーナー寄りにある。なお、ピットロード入り口はシケイン手前から分岐する。

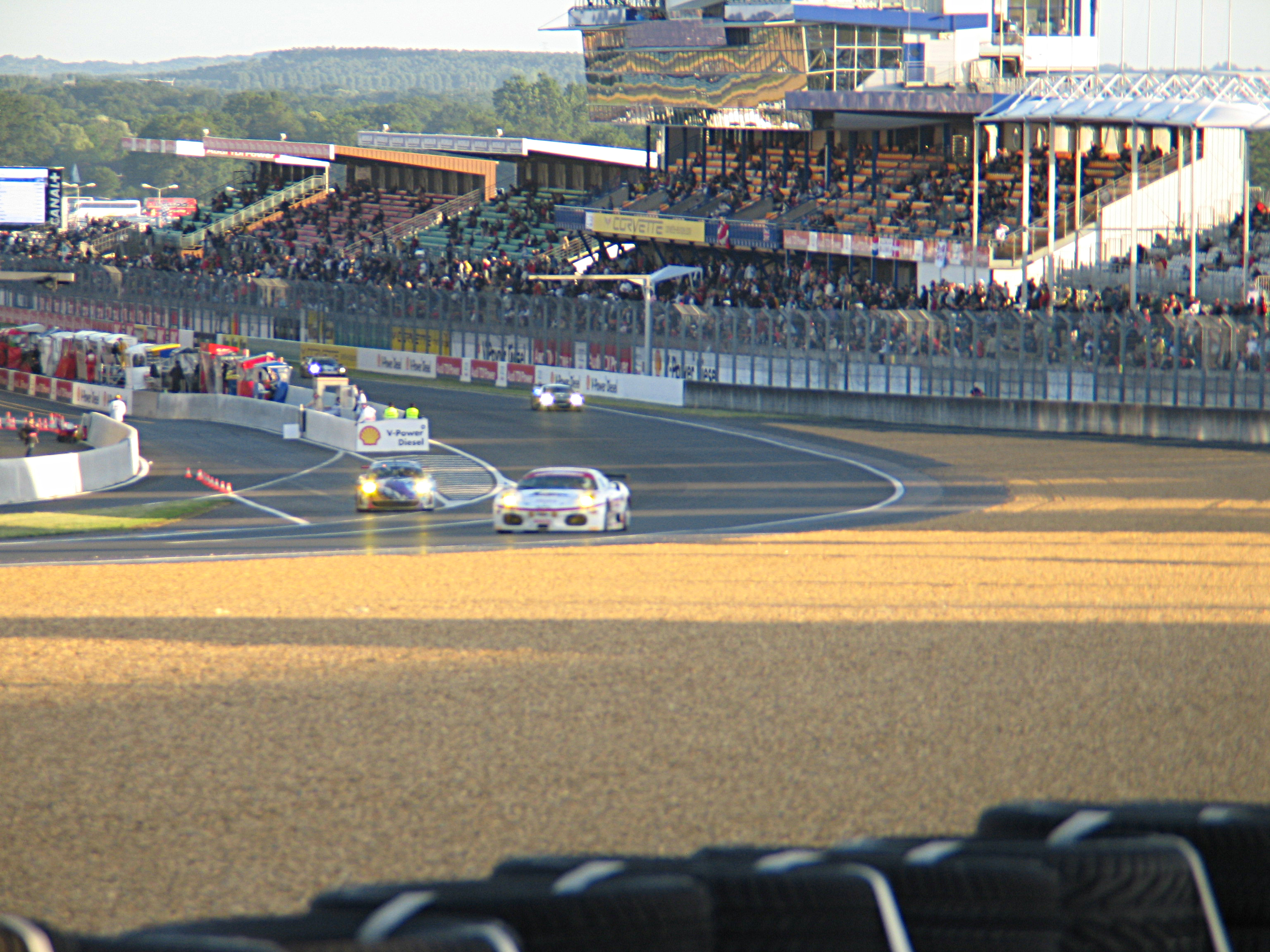
ダンロップカーブ
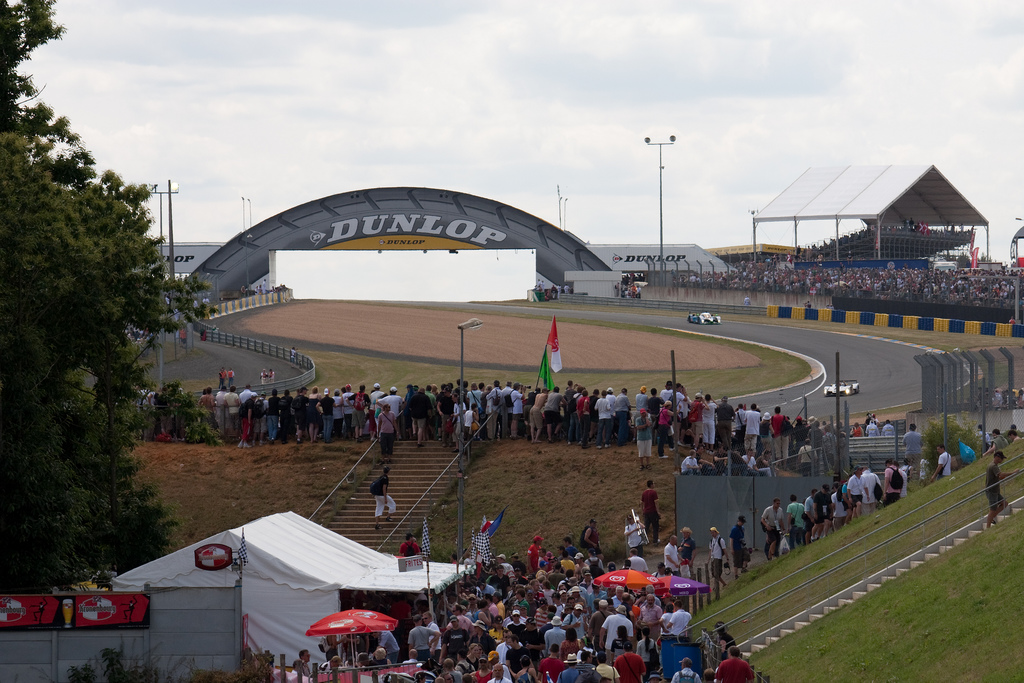
ダンロップブリッジ
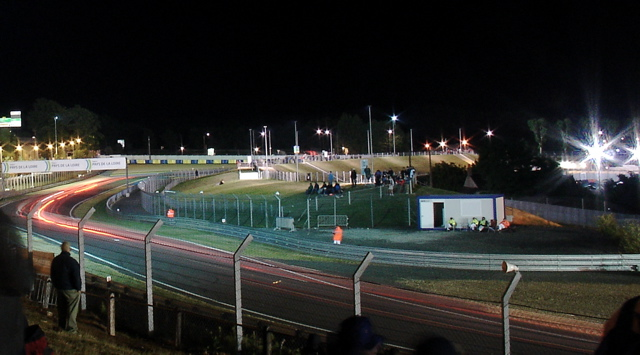
テルトル・ルージュ
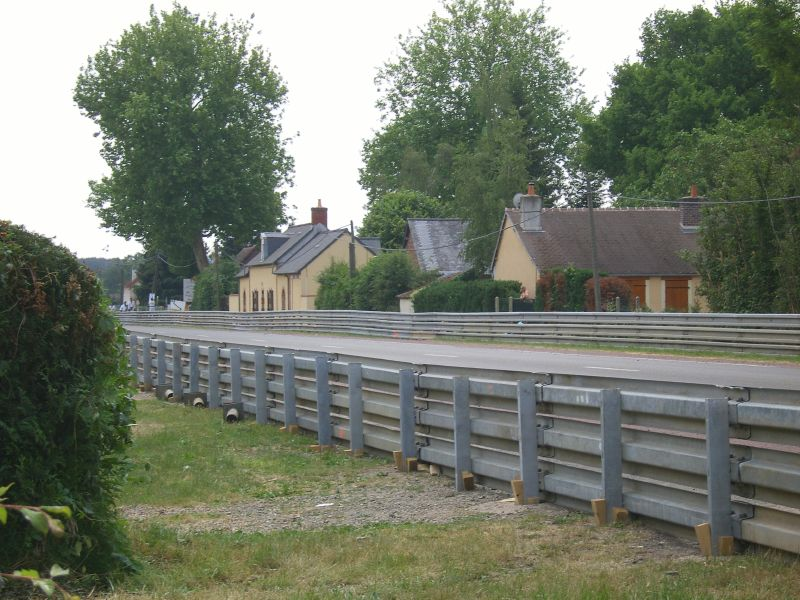
ユノディエール
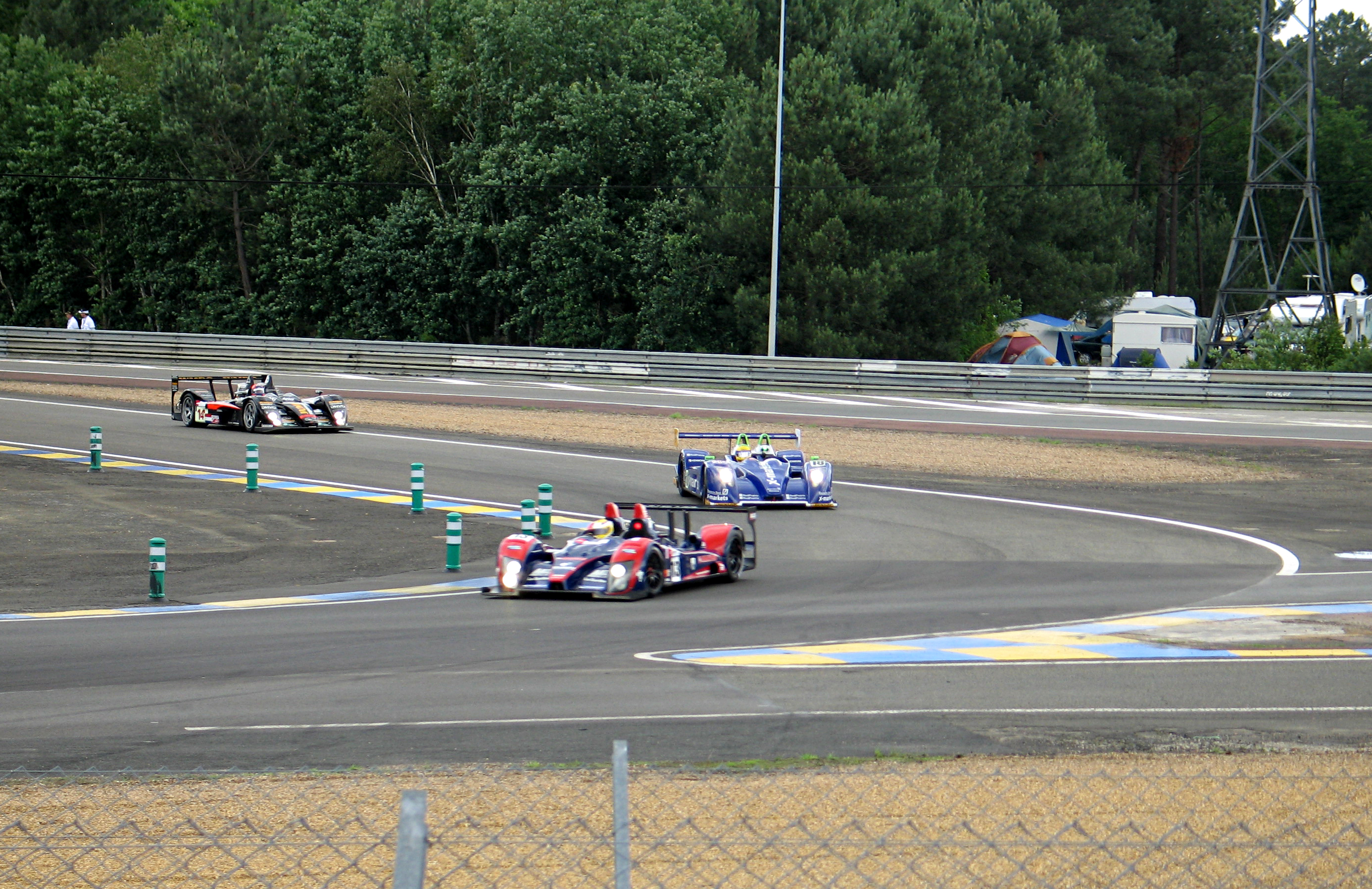
ミュルサンヌ
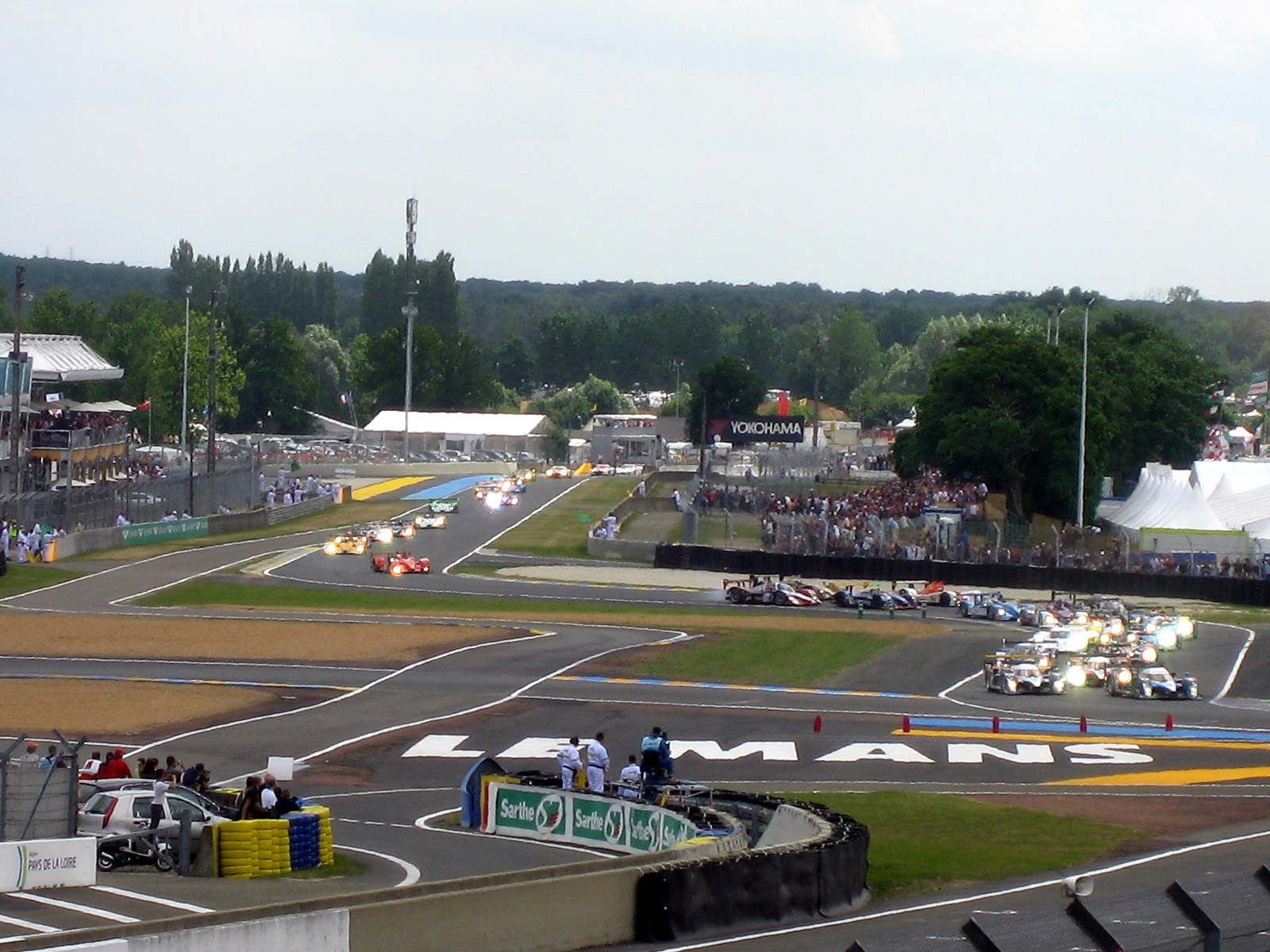
フォードシケイン
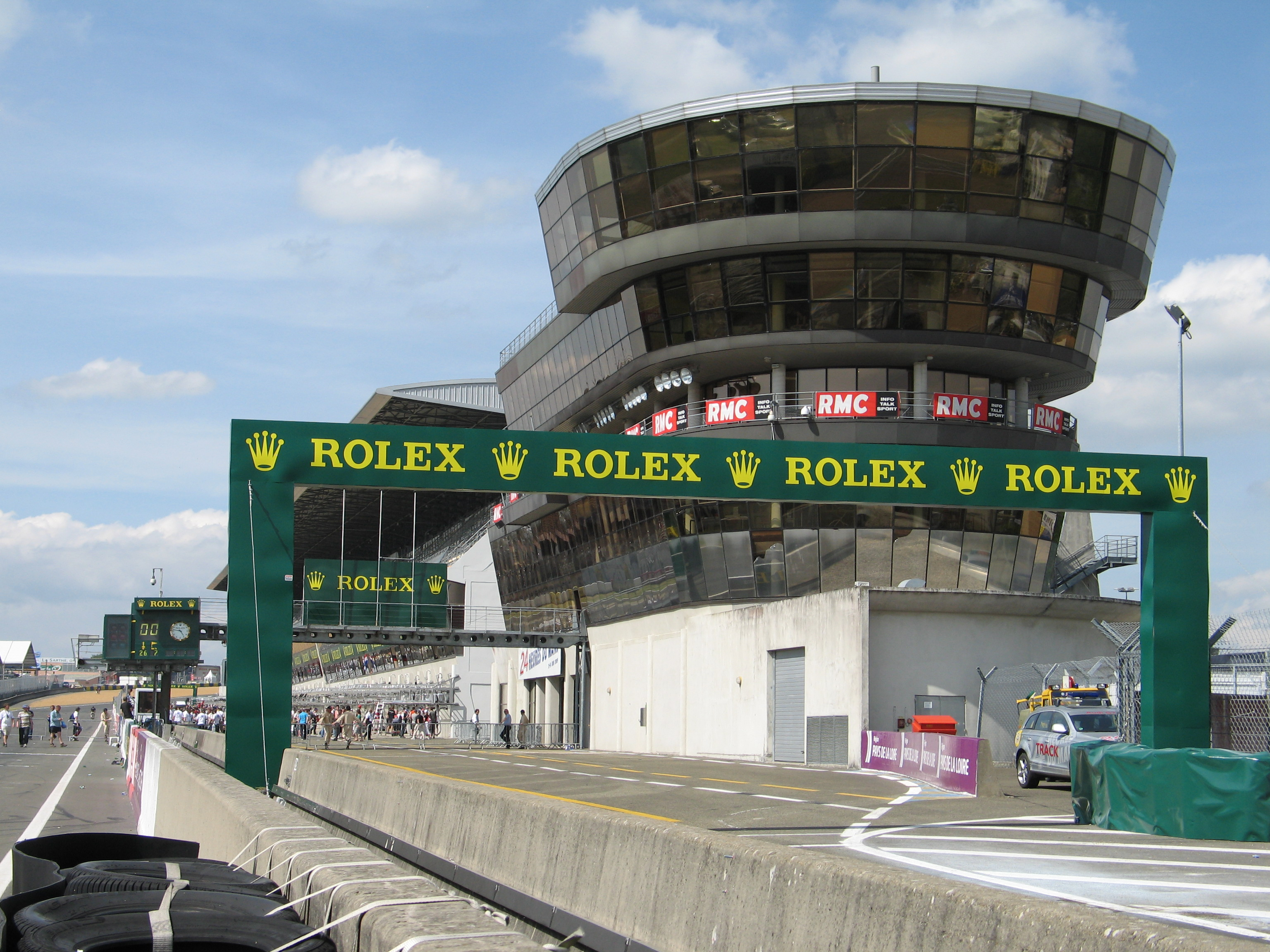
ピット
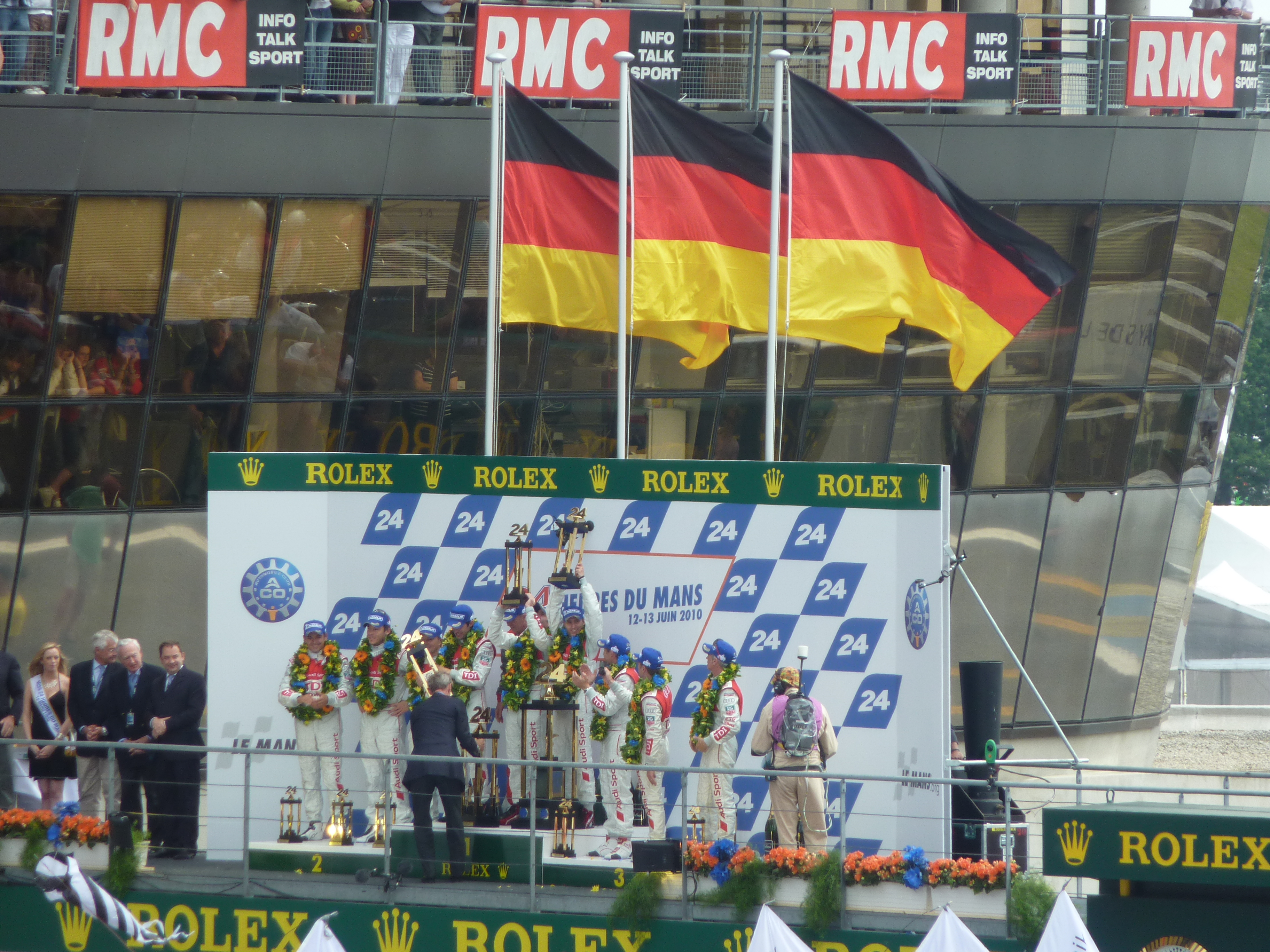
表彰台

## 歴史

1906年ACFグランプリのコース図

サルト・サーキットは当初は耐久レース用ではなく、フォーミュラレースのフランスグランプリを開催するため、フランス西部自動車クラブ (ACO) が開設したものである。1906年にル・マンで第1回ACFグランプリを開催した時には、ル・マンとサン・カレ、ラ・フェルテ・ベルナールを結んだ1周103.18kmの三角形の公道コースを使用した。1921年には1周17.262kmの別のコースでフランスGPを開催し、このコースで1923年より24時間レースを行うようになった（1929年にもフランスGPを開催している）。
1921年のコースはピット前からル・マン市中心部へ北上し、ポンリュー・ヘアピンからユノディエールへ折り返すレイアウトだったが、1932年より北側部分をショートカットし、今日のレイアウトの原型となった。
第二次世界大戦中はドイツ占領下で滑走路として使用され、連合軍の爆撃によって破壊された。戦後コースや施設が修復され、1949年より24時間レースが再開された。
1955年にはホームストレート手前で接触したマシンがグランドスタンドへ飛び込み、観客80以上が死傷する大惨事が発生（1955年のル・マン24時間レースを参照）。以後、コーナーの曲率（R）を変更したり、直線区間にコーナーやシケインを追加するなどして走行スピードの減速が図られた。
1990年にはユノディエールに2ヵ所のシケインを設置したほか、1991年にピットビルやピットロード、パドックの近代化工事が行われた。その後もコース前半の常設区間（ダンロップ・カーブからテルトル・ルージュまで）の改修が続けられたが、南側の公道区間（ミュルサンヌからアルナージュまで）はほぼ変わらぬ形を保っている。
コース全長の変遷
1. （1923年 - 1928年）17.262km
2. （1929年 - 1931年）16.340km - 鋭角のポンリュー・ヘアピンを複合コーナーに変更し、922m短縮。
3. （1932年 - 1955年）13.492km - 北側部分を短縮し、ダンロップ・カーブ〜テルトル・ルージュ区間を新設。
4. （1956年 - 1967年）13.461km - ホームストレートを拡張し、ダンロップ・カーブの半径を変更。
5. （1968年 - 1971年）13.469km - ホームストレート前にフォード・シケインを新設。
6. （1972年 - 1978年）13.640km - ポルシェ・カーブ以降にコーナー区間を設置。
7. （1979年 - 1985年）13.626km - テルトル・ルージュを直角コーナーから50Rに変更。
8. （1986年）13.528km - ミュルサンヌ・コーナーの交差点が十字路からロータリーに変更されたため、専用コースでショートカット。
9. （1987年 - 1989年）13.535km - ダンロップ・シケイン設置。
10. （1990年 - 1996年）13.600km - ユノディエールに2ヶ所のシケイン設置。
11. （1997年 - 2001年）13.605km - ダンロップ・シケインのレイアウト変更。
12. （2002年 - 2005年）13.650km - ダンロップ・ブリッジ下から森のエスまでレイアウト変更。
13. （2006年）13.650km- ダンロップ・カーブの半径を狭め、グラベルベッドを増幅。
14. （2007年 - 2013年）13.629km - テルトル・ルージュの半径を拡大し、3%勾配を付ける。
15. （2014年 - 2017年）13.629km - テルトル・ルージュ再舗装、フォード・シケインのレイアウト変更
16. （2018年 - ）13.626km - ポルシェカーブのレイアウト変更

### コースレコード
2007年以降の現行レイアウトにおけるラップタイム記録は以下の通り。いずれもLMP1-H時代のもので、コスト削減を目的に意図的にラップタイム低下を図った現行のLMH/LMDhのタイムより10秒程度は早い値である。
- 予選 - 3分14秒791（2017年、 小林可夢偉、トヨタ・TS050 HYBRID）
  - ユノディエールに2ヶ所のシケイン設置以前の1985年に、ハンス＝ヨアヒム・スタックがポルシェ・962Cで記録した、3分14秒800をも上回った[16]。
- 決勝 - 3分17秒297（2019年、 マイク・コンウェイ、トヨタ・TS050 HYBRID）

## アクセス・周辺施設

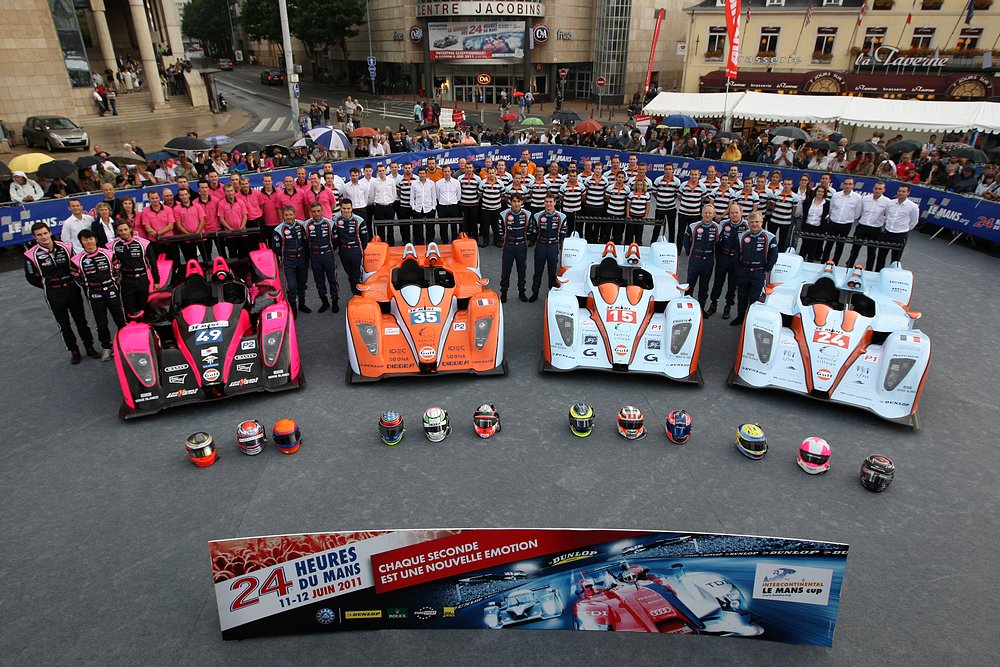
ジャコバン広場での公開車検後の記念撮影。

ル・マンFCの本拠地MMAアレナ。スタジアムの脇をユノディエールが走る。

ル・マン旧市街区のサン＝ジュリアン・デュマン大聖堂の傍にあるジャコバン広場では、24時間レースウィークの幕開けを告げるイベントとしてプサージ (pesage) と呼ばれる公開車検が行われ、出場マシンやドライバーに間近に接することができる。
サーキットのメインゲートはル・マン市中心部のル・マン駅から車で6km、約15分ほどの距離にある。交通手段としては2007年に開通したトラムに乗り、ANTARÈS MMArena駅からサーキット東ゲートにアクセスする方法が便利である。サーキット各方面の観客席へはシャトルバスが運行されている。
サーキットの西隣にはル・マン-アルナージュ空港があり、レース期間中は自家用機で観戦に訪れる利用者で賑わう。ちなみに、ユノディエールの内側にあった競馬場は、1908年8月8日にライト兄弟の兄ウィルバーがヨーロッパでの初飛行を行った場所として知られ、その功績を記す石碑が残されている。
メインゲート横には自動車博物館が併設されており、歴代の24時間レース優勝車も展示されている。2011年にはテルトル・ルージュ内側の土地にMMAアレナが完成し、地元のサッカークラブ「ル・マンFC」のホームスタジアムとして利用されている。他にも、カーティング・カーブの脇にはアラン・プロストの名を冠したカートコースがあり、ミュルサンヌ・コーナーの内側にはゴルフコースがある。

## ゲーム
グランツーリスモ4（PS2）とグランツーリスモ5（PS3）にはSarthe Circuit II、グランツーリスモ（PSP）にはSarthe Circuit Old、グランツーリスモ6（PS3）には2013年のサルトサーキットのレイアウトを再現したバージョン、グランツーリスモSPORT（PS4）には発売当初は収録されてなかったが、2018年5月のアップデートで最新レイアウトで復活した。Forza Motorsport 3（Xbox 360）、Forza Motorsport 4とForza Motorsport 5(Xbox One)にはOld Mulsanne Circuitとしてシケインの無い旧コースも収録されている。
Forza Motorsport 3（Xbox 360）、Forza Motorsport 4、Forza Motorsport 5にはブガッティ・サーキットも収録。
iOS、Android用のアプリ、リアルレーシング3にも、このコース及び、ブガッティ・サーキットが収録されている。